# 방재민
방재민(1999년 3월 26일 ~)은 대한민국의 가수다.

## 방송
- 고등래퍼 1 (2017) - Top12(9위)
- 고등래퍼 2 (2018) - Top10(8위)
- 탑 매니지먼트 (2018) - 장이립 역
- 아무것도 하고 싶지 않아 (2022) - 허재훈 역

## 영화
- 한국이 싫어서 (2024) - 형서 역

## 음반
- Rookies Of KAC Vol.3 (2017)
- 고등래퍼2 팀대항전 Part.2 (2018)
- 고등래퍼2 팀대항전 Part.3 (2018)
- 고등래퍼2 Semi Final (2018)
- 고등래퍼2 Final (2018)
- 동화 : 미련 (2021)
- 실종아동 찾기 Part 1 'NAVY' (2021)

### S.O.U.L
- S.O.U.L DIGITAL SINGLE (2018)
- S.O.U.L MINI ALBUM (2018)
- 탑매니지먼트 OST (2018)